# Texaanse padhagedis
De Texaanse padhagedis (Phrynosoma cornutum) is een hagedis uit de familie Phrynosomatidae.

## Naam en indeling
De wetenschappelijke naam van de soort werd voor het eerst voorgesteld door Richard Harlan in 1825. Oorspronkelijk werd de wetenschappelijke naam Agama cornuta gebruikt.

## Uiterlijke kenmerken
De gemiddelde kopromplengte is ongeveer 6,5 tot 10 centimeter, grotere vrouwtjes kunnen een totale lichaamslengte van meer dan 18 cm bereiken. De Texaanse padhagedis heeft een sterk afgeplat lichaam, een grote en stompe kop, en een korte nek, poten en staart. De kleur is meestal lichtbruin of zandkleurig, de buik is wit tot geel. Over het gehele lijf, met uitzondering van de buik, zitten vele grote en donkerbruine stekels die met name op het midden van de rug en op de kop het grootst zijn, met name de stekel boven ieder oog en in de nek. Op het midden van de rug loopt een gele tot witte groef van nek tot staartbasis, en de ooropeningen zijn bij deze soort opvallend groot.

## Levenswijze
Het voedsel van de Texaanse padhagedis bestaat hoofdzakelijk uit mieren en termieten, vooral oogstmieren uit het geslacht Pogonomyrmex. Ook andere dieren worden weleens gegeten, maar de padhagedis heeft specifiek deze prooien nodig om meer dan een paar maanden te leven. Vanwege de honderden prooidieren die een Texaanse padhagedis per dag eet, is het veelal onmogelijk om deze soort in gevangenschap in leven te houden. Daardoor is er weinig bekend is over de levenswijze van de soort. Hij verdedigt zich tegen vijanden door bloed uit zijn ogen te spuiten.

## Verspreiding en habitat
Het verspreidingsgebied beslaat delen van Mexico en het zuiden van de Verenigde Staten.
De Texaanse padhagedis leeft in droge tot zeer droge streken met een zanderige of rotsige bodem en maar weinig vegetatie. Planten die groeien in de favoriete habitat zijn bijvoorbeeld cactussen, acacias, drogere grassoorten. Omgevingen met enkele stapels dood hout worden geprefereerd zodat de hagedis erop kan zonnen en erin kan schuilen. De hagedis kruipt ook wel onder struiken en in de holen van andere dieren om zich te verstoppen of te rusten. Bij hevige regen kan de hagedis tot enkele meters in een boom klimmen om niet te verdrinken.

## Beschermingsstatus
Door de internationale natuurbeschermingsorganisatie IUCN is de beschermingsstatus 'veilig' toegewezen (Least Concern of LC).